# Zimmers Hole
I Zimmers Hole sono un gruppo metal canadese proveniente da Vancouver, formato nel 1991, del quale fanno parte gli ex componenti dei Strapping Young Lad Byron Stroud, Jed Simon e Gene Hoglan insieme al cantante Chris Valagao.
Il nome del gruppo è un riferimento sbeffeggiatorio ad Dean Zimmer, cantante canadese, componente di uno storico gruppo, vecchia conoscenza di Stroud e Simon, chiamato The Kill.
I Zimmers Hole suonano un eclettico stile musicale che unisce death, thrash, black, grindcore e power metal, con il goliardico intento del proporre uno stile che metta in risalto tutti gli aspetti più canonici del metal, ironizzando appunto sugli stessi cliché del genere.
Il tutto è condito con testi, che oltre ad esasperare su questi stessi aspetti, trattano argomenti a sfondo satirico, demenziale, nonsense, sessuale e pornografico, con l'utilizzo di un pesante umorismo volgare. Senza ovviamente tralasciare il fatto che diverse loro canzoni sono spesso reinterpretazioni parodistiche di altre canzoni famose.
La band è nata dalla mente dei già prima nominati Stroud e Simon, prima ancora che gli stessi entrassero a far parte degli Strapping Young Lad. Quando questi ultimi chiusero la propria attività, i due componenti decisero così di concentrarsi su questo progetto, segnandolo alla Century Media, e alla Hevydevy Records, la casa discografica di Devin Townsend.

## Storia del gruppo
I Zimmers Hole sono stati per lungo tempo un side project dei Strapping Young Lad, nonostante siano stati concepiti prima di questi ultimi. Il loro debutto è stato prodotto da Devin Townsend e pubblicato presso la sua etichetta Hevy Devy Records.  I testi di questo disco, caratterizzati da un triviale umorismo, fanno riferimento a vicende di tour degli Strapping effettuati in passato, abbinandosi a canzoni composte con riff e "rubati" a Kiss e Morbid Angel.  I dettagli su queste bizzarre vicende passate sono stati forniti dal cantante Chris Valagao ("Gospel Sodomy Boy On Blow" parla di uno s****o di nome Troy che non smetteva un secondo di farsi di cocaina e di parlare di Gesù Cristo) e sono stati pubblicati nei forum ufficiali dei SYL da Tracy Turner intorno al 1999; sfortunatamente questi dati sono andati perduti in quanto il forum originale è stato cancellato e rimpiazzato dal forum ufficiale di Devin Townsend diversi anni dopo.
Nel 2001, quando i Strapping Young Lad conclusero la propria attività live, Jed e Byron richiamarono Devin Townsend per produrre il secondo album Legion of Flames, che venne in seguito pubblicato presso la Hevy Devy Records. Rispetto al precedente lavoro si presenta subito come un disco più elaborato, e comprende la presenza di alcune cover parodistiche - come nel caso di "Gender of The Beast" (Number of The Beast, Iron Maiden), "Sodomanaz" (Go For a Soda, Kim Mitchell) - e citazioni sbeffeggiatorie - come nel caso di "Master of Puppets" dei Metallica, nella canzone "Evil Robots" nel verso "Napster, Napster, where's the cash that I've been after?". L'album includeva inoltre la cover della canzone di Joni Mitchell "This Flight Tonight", reinterpretata umoristicamente dagli stessi.
Nell'agosto del 2007, i Zimmers Hole fecero ingresso alla Century Media Records presso la quale pubblicarono il loro terzo album di studio. Byron e Jed resero noto ciò:
Non molto tempo dopo, il batterista Steve lasciò il gruppo nel mese di dicembre dello stesso anno, e venne così rimpiazzato da Gene Hoglan, un altro ex-componente dei Strapping Young Lad, soprattutto noto anche per la sua militanza nei Fear Factory, e moltissimi altri gruppi importanti della scene. Gene ha preso parte al progetto proprio in concomitanza dell'inizio delle registrazioni per il nuovo album. Con questa formazione, i Zimmers Hole possiedono così 3/4 della scuderia dei Strapping Young Lad, o forse quasi tutta se non si tralascia il contributo di Devin Townsend come produttore e ospite in alcune canzoni. La band entrò così nei Armoury Studios di Vancouver nello stesso mese per registrare l'album, intitolato When You Were Shouting at the Devil... We Were in League with Satan, pubblicato il 3 novembre 2008 dalla Century Media Records.
In un'intervista di MTV, nell'aprile del 2008, il cantante Chris Valagao spiegò il nome dell'album è una frase fittizia pronunciata dai Forbidden ai Morbid Angel, nel quale un componente del gruppo, rivolgendosi a David Vincent, esclamò "Amico, quando tu gridavi al Diavolo, io ero alleato di Satana" ("Dude, when you were shouting at the devil, I was in league with Satan"), facendo riferimento a Shout at the Devil dei Mötley Crüe e In League with Satan dei Venom.

## Formazione

### Formazione attuale
- Chris Valagao (conosciuto anche come “Heathen”, “Dr. Heathen Hooch”, “E.Val”, “Lorde of Ass-Fire”) – voce
- Jed Simon (conosciuto anche come “El Smooché”, “Lorde of Electric Wynde”) – chitarra
- Byron Stroud (conosciuto anche come “Sickie Moochmaster”, “Lorde of Greased Thunder”) – basso
- Gene Hoglan – batteria (2007–attualmente)
- Lil' Sake - campionamenti, tastiere, effetti (2008–attualmente)

### Ex componenti
- Steve Wheeler (conosciuto anche come “Bangsley Starnipples”, “Lorde of Strobe Lightning”) – batteria (1991–2007)
- Will Campagna – tastiere (2002)
- Chris Stanley (conosciuto anche come “The High Commander of the Satanic Bubble”) – chitarra

## Discografia
- Bound by Fire (1997)
- Legion of Flames (2001)
- When You Were Shouting at the Devil... We Were in League with Satan (2008)